# 兰斯当新月 (伦敦)

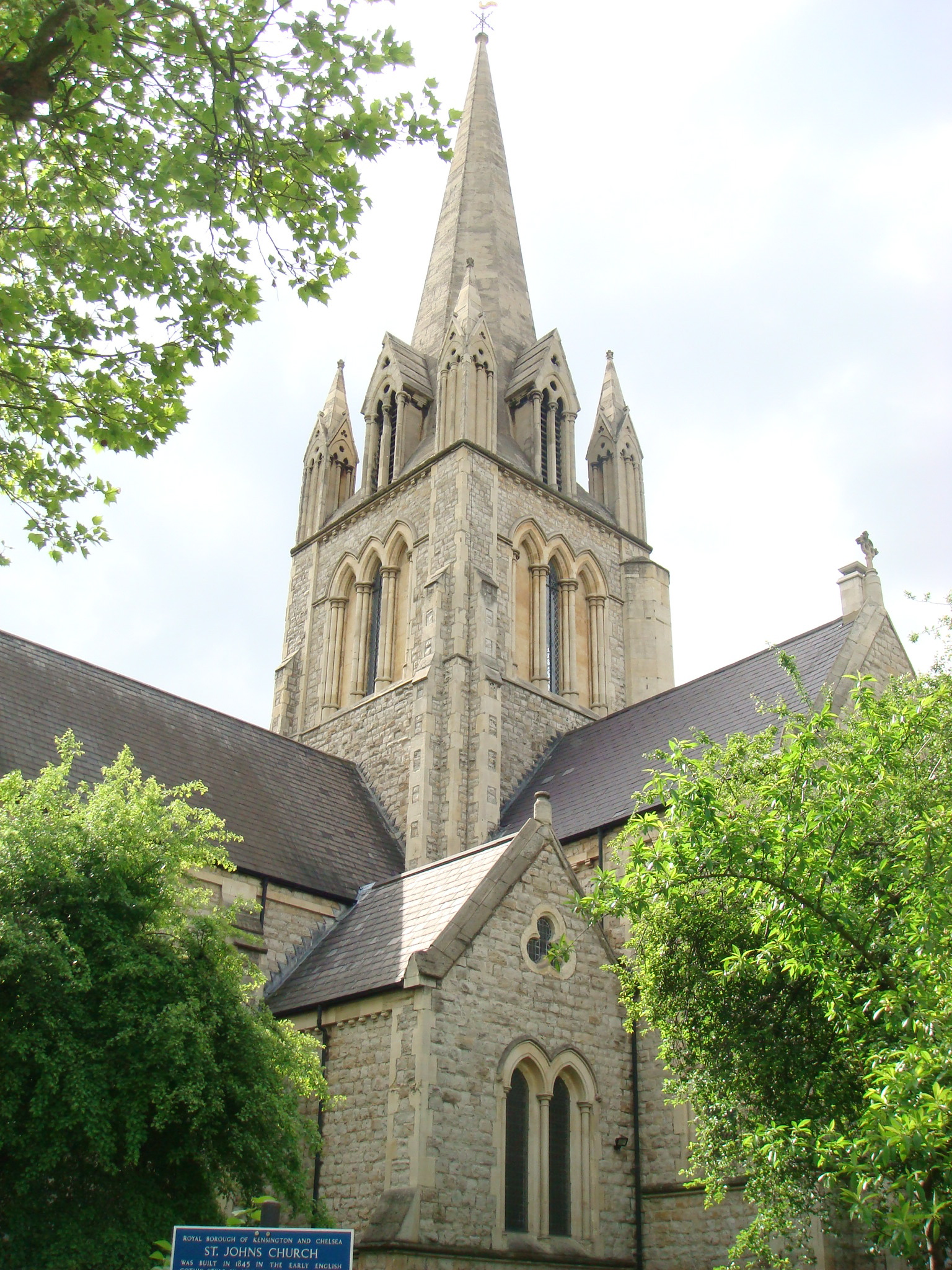
诺丁山圣约翰堂

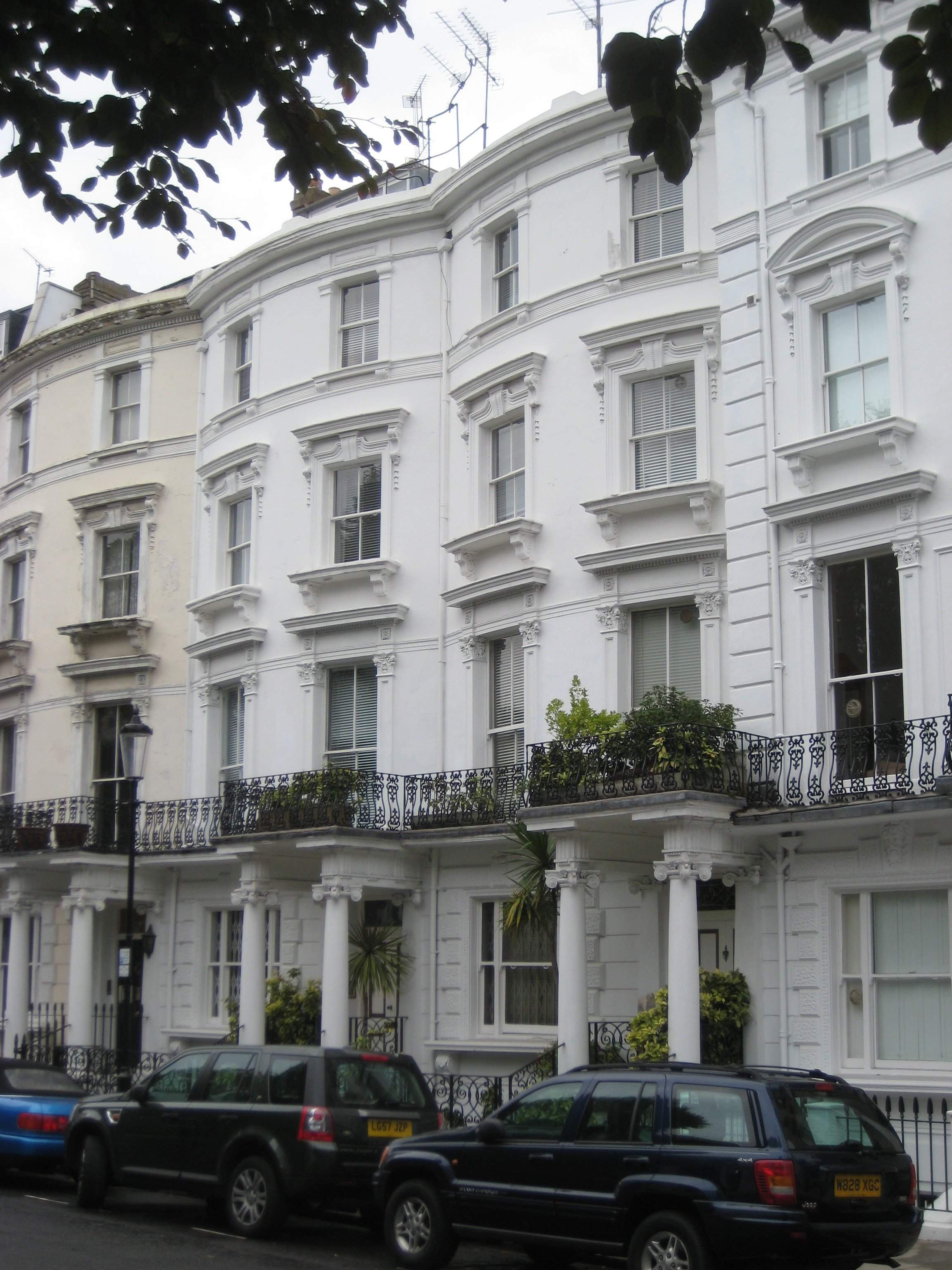

兰斯当新月（Lansdowne Crescent）是英格兰伦敦荷兰公园诺丁山的一个新月形街区，位于拉德伯克街（Ladbroke Grove）以西。
兰斯当新月是由怀亚特家族在1860年代初开发。得名于前财政大臣、内政大臣和樞密院議長、第三任兰斯当侯爵亨利·佩蒂-菲茨莫里斯。

## 诺丁山圣约翰堂
诺丁山圣约翰堂是诺丁山的堂区教堂，一座19世纪的教堂，坐落在这里。 教堂举办一年一度的诺丁山五月节（Notting Hill Mayfest）。

## 登录建筑
兰斯当新月的19-28号和29-38号均为II级登录建筑，由怀亚特建于1860-62年。
兰斯当新月29½ 号是一座II级登录建筑，现代主义风格，建于1973年。